# رادووان راداکوویچ
رادووان راداکوویچ (صربی: Radovan Radaković؛ ۶ فوریهٔ ۱۹۷۱ – ۲۵ سپتامبر ۲۰۲۲) بازیکن فوتبال اهل صربستان بود.
از باشگاه‌هایی که در آن بازی کرده‌است می‌توان به باشگاه فوتبال اشتورم گراتس، باشگاه فوتبال استاندارد لیژ، و باشگاه فوتبال پارتیزان اشاره کرد.
وی همچنین در تیم ملی فوتبال صربستان و مونته‌نگرو بازی کرده‌است.